# Calohelcon
Calohelcon är ett släkte av steklar. Calohelcon ingår i familjen bracksteklar.
Kladogram enligt Catalogue of Life:
| Calohelcon | \| \| Calohelcon dangerfieldi \| \| \| \| \| \| Calohelcon obscuripennis \| \| \| \| \| \| Calohelcon roddi \| \| \| \| |
|            | \| \| Calohelcon dangerfieldi \| \| \| \| \| \| Calohelcon obscuripennis \| \| \| \| \| \| Calohelcon roddi \| \| \| \| |
|            | Calohelcon dangerfieldi                                                                                                 |
|            | |
|            | Calohelcon obscuripennis                                                                                                |
|            | |
|            | Calohelcon roddi |
|            | |